# Vòng loại Cúp vàng nữ CONCACAF 2010
Vòng loại Cúp vàng nữ CONCACAF 2010 được tổ chức nhằm tìm ra các đội tuyển tham dự vòng chung kết tại México. Ba đội tuyển Canada, Hoa Kỳ và México được đặc cách vào thẳng vòng chung kết.

## Vòng loại Trung Mỹ
Đội đầu mỗi bảng lọt vào vòng chung kết.

### Bảng A
Diễn ra tại Antigua Guatemala, Guatemala.
| Đội         | Tr | T | H | B | BT | BB | HS  | Đ |
| ----------- | -- | - | - | - | -- | -- | --- | - |
| Guatemala   | 2  | 2 | 0 | 0 | 7  | 2  | +5  | 6 |
| El Salvador | 2  | 1 | 0 | 1 | 10 | 2  | +8  | 3 |
| Belize      | 2  | 0 | 0 | 2 | 1  | 14 | −13 | 0 |

| El Salvador                                                                  | 9–0      | Belize |
| ---------------------------------------------------------------------------- | -------- | ------ |
| Merino 9' · Campos 15', 29' · Landaverde 17', 68' · Ramos 69', 86', 87', 90' | Chi tiết |        |

| Guatemala                | 2–1      | El Salvador    |
| ------------------------ | -------- | -------------- |
| Ramos 12' · Cayetano 55' | Chi tiết | Landaverde 35' |

| Guatemala                                               | 5–1      | Belize        |
| ------------------------------------------------------- | -------- | ------------- |
| Tobar 45' · Ramos 48' · Cayetano 61', 72' · Lohaiza 70' | Chi tiết | Hernandez 55' |

### Bảng B
Diễn ra tại Managua, Nicaragua.
| Đội        | Tr | T | H | B | BT | BB | HS | Đ |
| ---------- | -- | - | - | - | -- | -- | -- | - |
| Costa Rica | 2  | 2 | 0 | 0 | 4  | 0  | +4 | 6 |
| Nicaragua  | 2  | 1 | 0 | 1 | 2  | 3  | −1 | 3 |
| Honduras   | 2  | 0 | 0 | 2 | 1  | 4  | −3 | 0 |

| Nicaragua              | 2–1      | Honduras   |
| ---------------------- | -------- | ---------- |
| Lovo 31' · Acevedo 86' | Chi tiết | Turcios 9' |

| Honduras | 0–2      | Costa Rica                      |
| -------- | -------- | ------------------------------- |
|          | Chi tiết | C. Venegas 39' · F. Sanchez 81' |

| Nicaragua | 0–2      | Costa Rica                  |
| --------- | -------- | --------------------------- |
|           | Chi tiết | Cedeño 24' · C. Venegas 37' |

## Vòng loại Caribe

### Vòng một
Cuba và Trinidad và Tobago được vào thẳng vòng hai. Đội đầu mỗi bảng cùng đội nhì bảng xuất sắc nhất tiến voào vòng hai.

#### Bảng A
Diễn ra tại Georgetown, Guyana.
| Đội                         | Tr | T | H | B | BT | BB | HS | Đ |
| --------------------------- | -- | - | - | - | -- | -- | -- | - |
| Guyana                      | 2  | 2 | 0 | 0 | 3  | 0  | +3 | 6 |
| Suriname                    | 2  | 1 | 0 | 1 | 1  | 2  | −1 | 3 |
| Saint Vincent và Grenadines | 2  | 0 | 0 | 2 | 0  | 2  | −2 | 0 |

| Suriname         | 1–0      | Saint Vincent và Grenadines |
| ---------------- | -------- | --------------------------- |
| Smit 65' (ph.đ.) | Chi tiết |                             |

| Guyana                       | 2–0      | Suriname |
| ---------------------------- | -------- | -------- |
| B. Persaud 19' · Heydorn 47' | Chi tiết |          |

| Guyana      | 1–0      | Saint Vincent và Grenadines |
| ----------- | -------- | --------------------------- |
| Heydorn 60' | Chi tiết |                             |

#### Bảng B
Diễn ra tại Bayamón, Puerto Rico.
| Đội                  | Tr | T | H | B | BT | BB | HS  | Đ |
| -------------------- | -- | - | - | - | -- | -- | --- | - |
| Puerto Rico          | 2  | 2 | 0 | 0 | 13 | 0  | +13 | 6 |
| Saint Kitts và Nevis | 2  | 1 | 0 | 1 | 2  | 7  | −5  | 3 |
| Dominica             | 2  | 0 | 0 | 2 | 0  | 8  | −8  | 0 |

| Saint Kitts và Nevis       | 2–0      | Dominica |
| -------------------------- | -------- | -------- |
| Arthurton 84' · Powell 89' | Chi tiết |          |

| Puerto Rico                                                                  | 7–0      | Saint Kitts và Nevis |
| ---------------------------------------------------------------------------- | -------- | -------------------- |
| Tirelli 5' · Negron 6', 53', 84' · Rodriguez 25' · Reyes 31' · Hernández 44' | Chi tiết |                      |

| Puerto Rico                                                     | 6–0      | Dominica |
| --------------------------------------------------------------- | -------- | -------- |
| Cardona 31', 83' · Hernández 62' · Tousett 67', 89' · Felix 70' | Chi tiết |          |

#### Bảng C
Diễn ra tại St. John's, Antigua và Barbuda.
| Đội                      | Tr | T | H | B | BT | BB | HS | Đ |
| ------------------------ | -- | - | - | - | -- | -- | -- | - |
| Saint Lucia              | 2  | 2 | 0 | 0 | 9  | 1  | +8 | 6 |
| Antigua và Barbuda       | 2  | 1 | 0 | 1 | 4  | 3  | +1 | 3 |
| Quần đảo Virgin thuộc Mỹ | 2  | 0 | 0 | 2 | 1  | 10 | −9 | 0 |

| Antigua và Barbuda | 1–2      | Saint Lucia            |
| ------------------ | -------- | ---------------------- |
| London 2'          | Chi tiết | Marquis 40' · Jean 44' |

| Quần đảo Virgin thuộc Mỹ | 0–7      | Saint Lucia                                                          |
| ------------------------ | -------- | -------------------------------------------------------------------- |
|                          | Chi tiết | Alphonse 8' · Jean 27', 33', 60' · Frederick 47', 61' · Celestin 85' |

| Antigua và Barbuda                    | 3–1      | Quần đảo Virgin thuộc Mỹ |
| ------------------------------------- | -------- | ------------------------ |
| Lewis 52' · Simon 58' · H. Thomas 90' | Chi tiết | Taylor 90'               |

#### Bảng D
Diễn ra tại Santo Domingo, Cộng hòa Dominica.
| Đội                      | Tr | T | H | B | BT | BB | HS | Đ |
| ------------------------ | -- | - | - | - | -- | -- | -- | - |
| Haiti                    | 2  | 2 | 0 | 0 | 7  | 1  | +6 | 6 |
| Cộng hòa Dominica        | 2  | 1 | 0 | 1 | 4  | 3  | +1 | 3 |
| Quần đảo Turks và Caicos | 2  | 0 | 0 | 2 | 1  | 8  | −7 | 0 |

| Cộng hòa Dominica             | 3–1      | Quần đảo Turks và Caicos |
| ----------------------------- | -------- | ------------------------ |
| Mateo 29', 55' · Quiterio 75' | Chi tiết | Barnett 1'               |

| Quần đảo Turks và Caicos | 0–5      | Haiti                                                      |
| ------------------------ | -------- | ---------------------------------------------------------- |
|                          | Chi tiết | Dolce 2' · Saintilmond 25' · Batard 45' · Hilaire 71', 78' |

| Cộng hòa Dominica | 1–2      | Haiti                       |
| ----------------- | -------- | --------------------------- |
| Díaz 42' (ph.đ.)  | Chi tiết | Saintilmond 28' · Dolce 84' |

#### Bảng E
Diễn ra tại Bridgetown, Barbados.
| Đội      | Tr | T | H | B | BT | BB | HS | Đ |
| -------- | -- | - | - | - | -- | -- | -- | - |
| Barbados | 2  | 2 | 0 | 0 | 7  | 0  | +7 | 6 |
| Anguilla | 2  | 1 | 0 | 1 | 2  | 3  | −1 | 3 |
| Grenada  | 2  | 0 | 0 | 2 | 0  | 6  | −6 | 0 |

| Barbados               | 3–0      | Anguilla |
| ---------------------- | -------- | -------- |
| Hackette 17', 60', 83' | Chi tiết |          |

| Anguilla                        | 2–0      | Grenada |
| ------------------------------- | -------- | ------- |
| Anderson 9' · C. Richardson 12' | Chi tiết |         |

| Barbados                                                 | 4–0      | Grenada |
| -------------------------------------------------------- | -------- | ------- |
| Brathwaite 9' · Hackette 46', 87' (ph.đ.) · Thompson 83' | Chi tiết |         |

#### Xếp hạng đội nhì bảng
Đội xếp thứ nhất lọt vào vòng hai.
| Bg | Đội                  | Tr | T | H | B | BT | BB | HS | Đ |
| -- | -------------------- | -- | - | - | - | -- | -- | -- | - |
| C  | Antigua và Barbuda   | 2  | 1 | 0 | 1 | 4  | 3  | +1 | 3 |
| D  | Cộng hòa Dominica    | 2  | 1 | 0 | 1 | 4  | 3  | +1 | 3 |
| E  | Anguilla             | 2  | 1 | 0 | 1 | 2  | 3  | −1 | 3 |
| A  | Suriname             | 2  | 1 | 0 | 1 | 1  | 2  | −1 | 3 |
| B  | Saint Kitts và Nevis | 2  | 1 | 0 | 1 | 2  | 7  | −5 | 3 |

Antigua và Barbuda và Cộng hòa Dominica có cùng hệ số. Antigua và Barbuda là đội chiến thắng trong loạt bốc thăm.

### Vòng hai
Đội nhất mỗi bảng giành vé dự Cúp vàng nữ CONCACAF 2010. Các đội nhì tham dự loạt play-off.

#### Bảng F
Diễn ra tại Macoya, Trinidad và Tobago.
| Đội                | Tr | T | H | B | BT | BB | HS  | Đ |
| ------------------ | -- | - | - | - | -- | -- | --- | - |
| Trinidad và Tobago | 3  | 3 | 0 | 0 | 14 | 1  | +13 | 9 |
| Guyana             | 3  | 2 | 0 | 1 | 11 | 3  | +8  | 6 |
| Barbados           | 3  | 1 | 0 | 2 | 4  | 11 | −7  | 3 |
| Saint Lucia        | 3  | 0 | 0 | 3 | 4  | 18 | −14 | 0 |

| Guyana                                      | 3–0      | Barbados |
| ------------------------------------------- | -------- | -------- |
| El-Masri 9' · A. Rodrigues 37' · Savona 55' | Chi tiết |          |

| Trinidad và Tobago                                           | 6–1      | Saint Lucia  |
| ------------------------------------------------------------ | -------- | ------------ |
| Edwards 11', 23' · Coroner 19', 52' · Mollon 56' · Shade 87' | Chi tiết | Alphonse 60' |

| Saint Lucia | 0–8      | Guyana                                                                                    |
| ----------- | -------- | ----------------------------------------------------------------------------------------- |
|             | Chi tiết | El-Masri 9' · A. Rodrigues 11', 54' · Heydorn 15', 58', 64' · Owen 47' · J. Rodrigues 63' |

| Trinidad và Tobago                                   | 5–0      | Barbados |
| ---------------------------------------------------- | -------- | -------- |
| King 5', 11', 48' · Herbert 72' (l.n.) · Coroner 90' | Chi tiết |          |

| Barbados                                 | 4–3      | Saint Lucia                  |
| ---------------------------------------- | -------- | ---------------------------- |
| Stevenson 19' · Brathwaite 35', 50', 55' | Chi tiết | Henry 71', 86' · Marquis 78' |

| Trinidad và Tobago              | 3–0      | Guyana |
| ------------------------------- | -------- | ------ |
| Coroner 15', 65' · Matthias 34' | Chi tiết |        |

#### Bảng G
Diễn ra tại Marabella, Trinidad và Tobago.
| Đội                | Tr | T | H | B | BT | BB | HS  | Đ |
| ------------------ | -- | - | - | - | -- | -- | --- | - |
| Haiti              | 3  | 3 | 0 | 0 | 9  | 1  | +8  | 9 |
| Cuba               | 3  | 2 | 0 | 1 | 10 | 7  | +3  | 6 |
| Puerto Rico        | 3  | 1 | 0 | 2 | 11 | 6  | +5  | 3 |
| Antigua và Barbuda | 3  | 0 | 0 | 3 | 2  | 18 | −16 | 0 |

| Cuba                                              | 4–3      | Puerto Rico                      |
| ------------------------------------------------- | -------- | -------------------------------- |
| Y. Martinez 37', 67' · Z. Martinez 50' · Cruz 56' | Chi tiết | Tirelli 72', 75' · Hernandez 85' |

| Antigua và Barbuda | 1–4      | Haiti                                                  |
| ------------------ | -------- | ------------------------------------------------------ |
| London 36'         | Chi tiết | Louis 19' · Batard 42' · Aristilde 43' · Mathelier 49' |

| Haiti                                | 3–0      | Cuba |
| ------------------------------------ | -------- | ---- |
| Charles 52' · Boulos 75' · Brand 86' | Chi tiết |      |

| Puerto Rico                                                                            | 8–0      | Antigua và Barbuda |
| -------------------------------------------------------------------------------------- | -------- | ------------------ |
| Felix 4', 16' · Negron 18', 72' · Soltero 35' · C. Reyes 39' · Tebosa 84' · Guerra 90' | Chi tiết |                    |

| Haiti                       | 2–0      | Puerto Rico |
| --------------------------- | -------- | ----------- |
| Saintilmond 16' · Louis 87' | Chi tiết |             |

| Cuba                                                          | 6–1      | Antigua và Barbuda |
| ------------------------------------------------------------- | -------- | ------------------ |
| Martinez 8', 11', 64' · González 35' · Ellis 50' · Torres 75' | Chi tiết | Kai Jacobs 82'     |

### Play-off Caribe
Đội thắng trong loạt playoff sẽ tham dự Cúp vàng nữ CONCACAF 2010.
| Đội 1 | TTS | Đội 2  | Lượt đi | Lượt về |
| ----- | --- | ------ | ------- | ------- |
| Cuba  | 2–3 | Guyana | 1–0     | 1–3     |

| Cuba         | 1–0      | Guyana |
| ------------ | -------- | ------ |
| Martinez 21' | Chi tiết |        |

| Guyana                                                       | 3–1      | Cuba         |
| ------------------------------------------------------------ | -------- | ------------ |
| A. Rodrigues 37' (ph.đ.) · B. Persaud 44' · J. Rodrigues 48' | Chi tiết | Martinez 35' |